# 韋煥章
參數所指定的目標頁面不存在，建議更正成存在頁面或直接建立下列一個頁面（建立前請先搜尋是否有合適的存在頁面可以取代）：
- 韋煥章 (運動員)

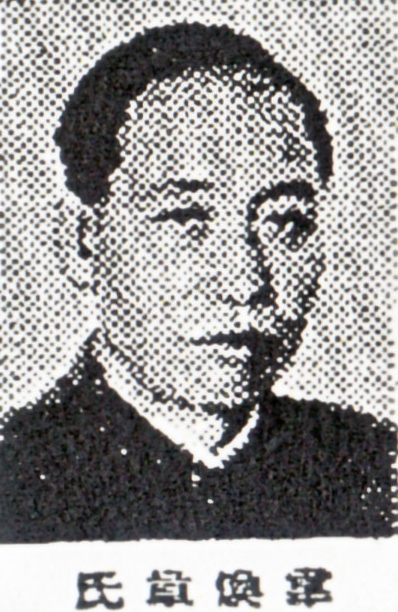
《朝日新闻》1942年4月20日

韋煥章（1892年—?），字秀实，盛京将軍管轄区奉天府遼陽州人，中華民国、满洲国政治人物。

## 生平
1909年（宣統元年），他从遼陽師範学校毕业。此後，历任遼陽第一民立小学校長、奉天省教育厅第一科科長、该厅代理厅長。
1931年（民国20年）九一八事变後，他参加满洲国建国工作，任奉天教育事務籌備处处長。翌年满洲国正式成立後，任奉天省教育厅厅長。1937年7月1日，任哈尔滨特别市市長。翌年2月10日，任滨江省省長。1940年5月16日，任外務局長官。1942年4月20日，外務局改组为外交部，韋煥章任大臣，但任职5个月后的9月28日辞任。同时，他任参议府参议，1944年1月17日，恩赏局创设时他兼任首次该局总裁。1945年3月，任奉天省省长。
满洲国灭亡後，韋煥章就同蔣中正谈和时应该自立向張景惠進言。但不久，他们俩都被苏联军逮捕，押解到苏联。1950年，韋被中華人民共和国引渡回国，后来他在撫順战犯管理所病死。